# Vrâncioaia
Vrâncioaia è un comune della Romania di 2 922 abitanti, ubicato nel distretto di Vrancea, nella regione storica della Moldavia. 
Il comune è formato dall'unione di 6 villaggi: Bodești, Muncei, Ploștina, Poiana, Spinești, Vrâncioaia.